# Xysticus kalandadzei
Xysticus kalandadzei là một loài nhện trong họ Thomisidae.
Loài này thuộc chi Xysticus. Xysticus kalandadzei được miêu tả năm 1971 bởi Mcheidze & Utochkin.